# Rutilia nigriceps
Rutilia nigriceps là một loài ruồi trong họ Tachinidae.